# Coisa de Novela
Coisa de Novela é um telefilme brasileiro de comédia produzido pelos Estúdios Globo. Escrito por Lívia Leite, Renata Andrade e Thais Pontes, tem direção Manuh Fontes e estreou no dia 28 de abril de 2025 na Sessão da Tarde. O longa é uma homenagem ao universo das telenovelas e faz parte da programação especial comemorativa pelos 60 anos da emissora.
Estrelado por Susana Vieira, a trama acompanha a luta de uma senhora que após receber um diagnóstico de saúde preocupante, decide realizar o sonho de participar de uma novela. Valentina Herszage, Cauã Reymond,  Vera Fischer, Tony Ramos, Miá Mello e Dig Verardi completam o elenco principal.

## Sinopse
Tereza (Susana Vieira), ao receber um diagnóstico delicado, decide correr atrás de antigos sonhos antes que seja tarde demais. Para isso, ela recorre à neta Laura (Valentina Herszage), com quem tem uma relação distante. Juntas, embarcam rumo ao Rio de Janeiro, em uma viagem que começa como um simples passeio, mas se transforma em uma jornada emocionante de reconexão e descobertas.
Ao longo do caminho, avó e neta enfrentam desafios, vivem momentos marcantes e redescobrem o valor do amor, da convivência e da cumplicidade. Como nas grandes novelas, a vida também é capaz de surpreender e transformar — basta estar disposta a viver cada capítulo intensamente.

## Elenco
- Susana Vieira como Tereza
- Valentina Herszage como Laura
- Antônio Pitanga como Vicente
- Georgiana Góes como Amanda
- Felipe Rocha como Roque
- Miá Mello como Helena
- Guilherme Fontes como Marcos
- Cauã Reymond como Cauã
- Vera Fischer como Vera
- Tony Ramos como Tony
- Ary Fontoura como Ary
- Mariah da Penha como Dona Suzana
- Dig Verardi como Vandinho
- Jéssica Ellen como Ela mesma
- Klara Castanho como Ela mesma
- Arlete Salles como Ela mesma